# Beata magna
Espèce
Beata magna est une espèce d'araignées aranéomorphes de la famille des Salticidae.

## Distribution
Cette espèce se rencontre du Guatemala à la Colombie.

## Description
La femelle holotype mesure 5,5 mm.

## Publication originale
- Peckham & Peckham, 1895 : Spiders of the Homalattus group of the family Attidae. Occasional Papers of the Natural History Society of Wisconsin, vol. 2, no 3, p. 159-183 (texte intégral).